# Polystichtis flegia
Polystichtis flegia är en fjärilsart som beskrevs av Fabricius 1787. Polystichtis flegia ingår i släktet Polystichtis och familjen Riodinidae. Inga underarter finns listade i Catalogue of Life.